# استویه لو لک
شهر استویه لو لک  در بخش بروآ  در ایالت فریبورگ در کشور سوئیس  واقع شده‌است که  ۴٬۶۰۰  نفر  جمعیت دارد.